# Pelgué
Pelgué est un village du Cameroun situé dans le département du Mayo-Louti et la région du Nord, à proximité de la frontière avec le Tchad. Il fait partie de la commune de Figuil et du lamidat de Pelgué.

## Population
Lors du recensement de 2005, la localité comptait 1 070 habitants